# El Devisadero
El Devisadero är en ort i Mexiko.   Den ligger i kommunen Cadereyta de Montes och delstaten Querétaro Arteaga, i den centrala delen av landet, 170 km norr om huvudstaden Mexico City. El Devisadero ligger 1 320 meter över havet och antalet invånare är 285.
Terrängen runt El Devisadero är kuperad åt nordväst, men åt sydost är den bergig. Runt El Devisadero är det ganska glesbefolkat, med 39 invånare per kvadratkilometer. Närmaste större samhälle är Jiliapan, 13,0 km nordost om El Devisadero. I omgivningarna runt El Devisadero växer huvudsakligen savannskog.